# Jadkî, Cerneahiv
Jadkî (în ucraineană Жадьки) este localitatea de reședință a comunei Jadkî din raionul Cerneahiv, regiunea Jîtomîr, Ucraina.

## Demografie
Componența lingvistică a localității Jadkî
     Ucraineană (99,34%)
     Alte limbi (0,66%)
Conform recensământului din 2001, majoritatea populației localității Jadkî era vorbitoare de ucraineană (99,34%), existând în minoritate și vorbitori de alte limbi.